# Pulau Pangkor Laut
Pulau Pangkor Laut ist eine kleine Insel südwestlich der Insel Pulau Pangkor im malaiischen Bundesstaat Perak im Norden der Malaiischen Halbinsel. Sie kann über eine Fährverbindung vom Festland zwischen der Hafenstadt Lumut und Pulau Pangkor oder mit dem Hubschrauber erreicht werden.
Die gesamte Insel wird touristisch vom Pangkor Laut Resort genutzt.